# Flin
Pour les articles ayant des titres homophones, voir Phlin et Flins.
Flin est une commune française située dans le département de Meurthe-et-Moselle en région Grand Est.

## Géographie
La commune est constituée de deux hameaux, Flin et Ménil-Flin, situés de part et d'autre de la Meurthe. Le hameau de Mervaville est également rattaché à la commune. La RN 59 traversait le hameau de Ménil-Flin jusqu'à la mise en service de la voie express le 16 novembre 2010. Ménil-Flin se situe à 9 km  de Baccarat et 19 km de Lunéville.
| Chenevières | Saint-Clément     | Buriville  |
| Vathiménil  | Flin              | Azerailles |
| Moyen       | Fontenoy-la-Joûte | Glonville  |

### Hydrographie
La commune est dans le bassin versant du Rhin au sein du bassin Rhin-Meuse. Elle est drainée par la Meurthe, le ruisseau de Lenchey, le ruisseau des Templiers, le ruisseau du Grand Pre, le ruisseau du Vieux Pre et le ruisseau le Xarupt,.
La Meurthe, d'une longueur de 161 km, prend sa source dans la commune du Valtin et se jette  dans la Moselle à Pompey, après avoir traversé 53 communes. 

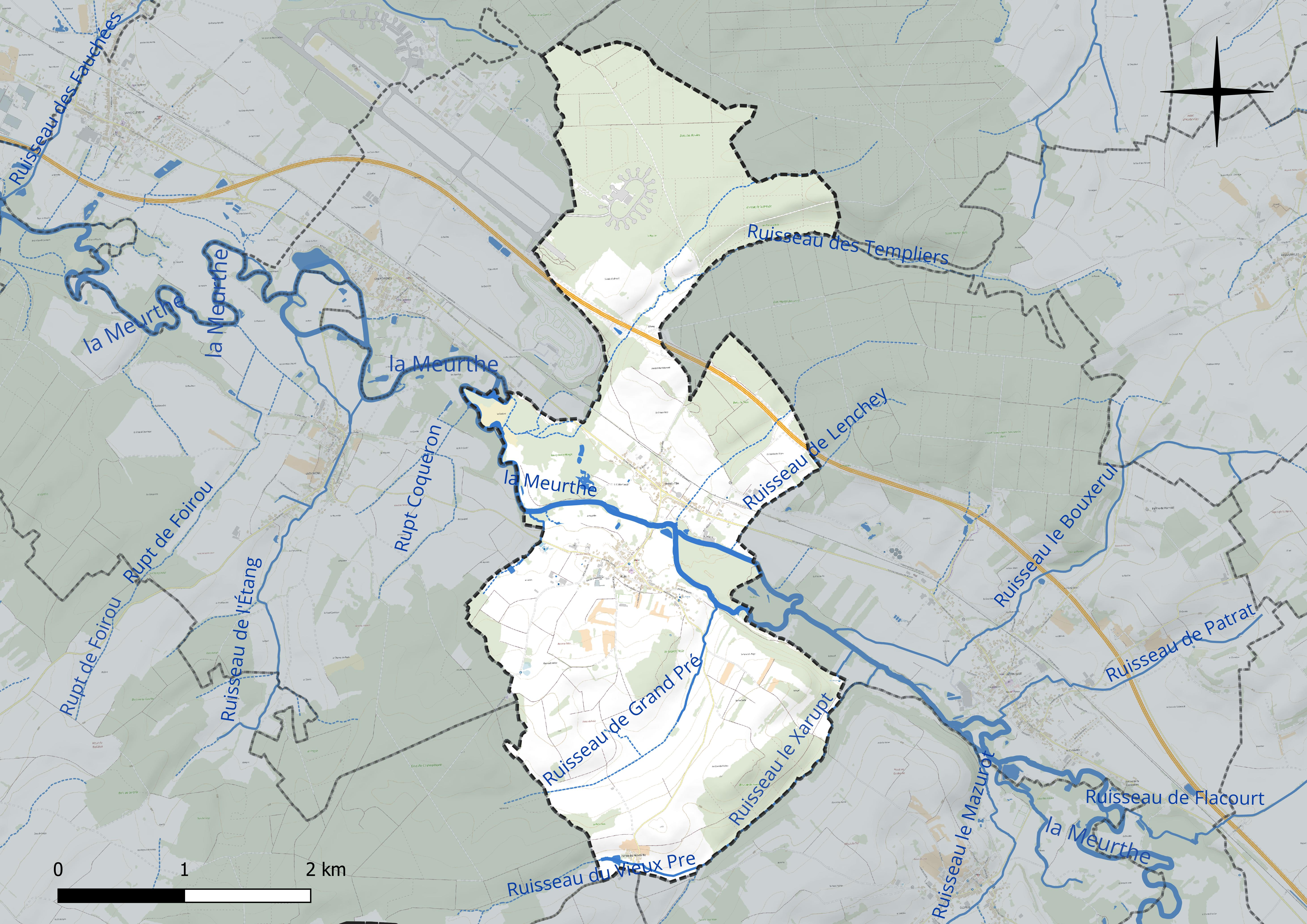
Réseau hydrographique de Flin.

### Climat
Pour des articles plus généraux, voir Climat du Grand Est et Climat de Meurthe-et-Moselle.
En 2010, le climat de la commune est de type climat des marges montargnardes, selon une étude du Centre national de la recherche scientifique s'appuyant sur une série de données couvrant la période 1971-2000. En 2020, Météo-France publie une typologie des climats de la France métropolitaine dans laquelle la commune est exposée à un climat semi-continental et est dans la région climatique  Vosges, caractérisée par une pluviométrie très élevée (1 500 à 2 000 mm/an) en toutes saisons et un hiver rude (moins de 1 °C). 
Pour la période 1971-2000, la température annuelle moyenne est de 9,8 °C, avec une amplitude thermique annuelle de 17 °C. Le cumul annuel moyen de précipitations est de 932 mm, avec 12,1 jours de précipitations en janvier et 9,9 jours en juillet. Pour la période 1991-2020, la température moyenne annuelle observée sur la station météorologique de Météo-France la plus proche, « Roville », sur la commune de Roville-aux-Chênes à 13 km à vol d'oiseau, est de 10,3 °C et le cumul annuel moyen de précipitations est de 833,3 mm. 
La température maximale relevée sur cette station est de 40 °C, atteinte le 25 juillet 2019 ; la température minimale est de −24,5 °C, atteinte le 2 janvier 1971,,. 
Les paramètres climatiques de la commune ont été estimés pour le milieu du siècle (2041-2070) selon différents scénarios d'émission de gaz à effet de serre à partir des nouvelles projections climatiques de référence DRIAS-2020. Ils sont consultables sur un site dédié publié par Météo-France en novembre 2022.

## Urbanisme

### Typologie
Au 1er janvier 2024, Flin est catégorisée commune rurale à habitat dispersé, selon la nouvelle grille communale de densité à sept niveaux définie par l'Insee en 2022.
Elle est située hors unité urbaine. Par ailleurs la commune fait partie de l'aire d'attraction de Nancy, dont elle est une commune de la couronne,. Cette aire, qui regroupe 353 communes, est catégorisée dans les aires de 200 000 à moins de 700 000 habitants,.

### Occupation des sols
L'occupation des sols de la commune, telle qu'elle ressort de la base de données européenne d’occupation biophysique des sols Corine Land Cover (CLC), est marquée par l'importance des territoires agricoles (52,8 % en 2018), en augmentation par rapport à 1990 (51,5 %). La répartition détaillée en 2018 est la suivante : forêts (39 %), terres arables (38,2 %), prairies (14,6 %), zones urbanisées (5 %), zones industrielles ou commerciales et réseaux de communication (3,2 %). L'évolution de l’occupation des sols de la commune et de ses infrastructures peut être observée sur les différentes représentations cartographiques du territoire : la carte de Cassini (XVIIIe siècle), la carte d'état-major (1820-1866) et les cartes ou photos aériennes de l'IGN pour la période actuelle (1950 à aujourd'hui).

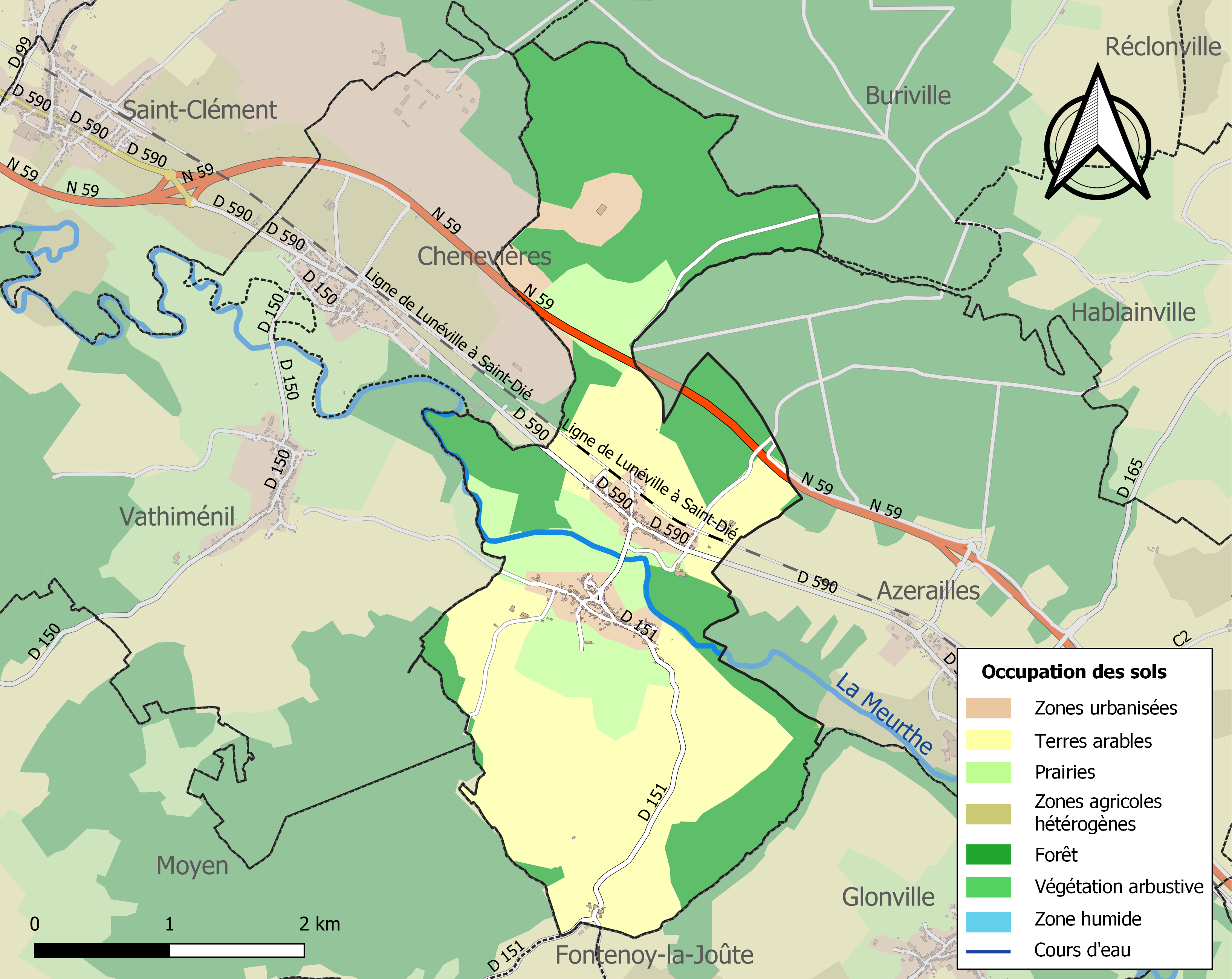
Carte des infrastructures et de l'occupation des sols de la commune en 2018 (CLC).

## Toponymie
Le nom de la localité est attesté sous les formes Fluns (1147) ; Fluem (1164) ; Flum (1175) ; Fluns (1280) ; Flun (1282) ; Fluin (1476) ; Feluin (1516) ; Flin (1793)[réf. nécessaire].
Son nom est issu de l'ancien français (langue d'oïl) flun avec le sens de « fleuve » ; Flin est effectivement situé au bord de la Meurthe.

## Histoire
- La seigneurie appartint à la famille de Ficquelmont[17], leurs armes se retrouvent sur le blason de la ville (le loup passant).
- Village incendié pendant les guerres de Religion, la guerre de Trente Ans et en septembre 1944. Entièrement reconstruit.
- Le village de Mervaville, qui s'était développé autour d'un prieuré fondé en 1150, fut détruit pendant la guerre de Trente Ans et ne fut pas reconstruit.

## Politique et administration
| Période                                  | Période   | Identité                                           | Étiquette | Qualité                             |
| ---------------------------------------- | --------- | -------------------------------------------------- | --------- | ----------------------------------- |
| Les données manquantes sont à compléter. |           |                                                    |           |                                     |
| mars 2001                                | mars 2008 | Alexandre Collet                                   |           | Agriculteur                         |
| mars 2008                                | En cours  | Jean-Paul François, Réélu pour le mandat 2020-2026 |           | Professeur, profession scientifique |

## Population et société

### Démographie
L'évolution du nombre d'habitants est connue à travers les recensements de la population effectués dans la commune depuis 1793. Pour les communes de moins de 10 000 habitants, une enquête de recensement portant sur toute la population est réalisée tous les cinq ans, les populations de référence des années intermédiaires étant quant à elles estimées par interpolation ou extrapolation. Pour la commune, le premier recensement exhaustif entrant dans le cadre du nouveau dispositif a été réalisé en 2004.

En 2022, la commune comptait 385 habitants, en évolution de +2,39 % par rapport à 2016 (Meurthe-et-Moselle : −0,13 %, France hors Mayotte : +2,11 %).
| 1793 | 1800 | 1806 | 1821 | 1831 | 1836 | 1841 | 1846 | 1851 |
| ---- | ---- | ---- | ---- | ---- | ---- | ---- | ---- | ---- |
| 448  | 477  | 486  | 497  | 560  | 674  | 674  | 703  | 690  |

| 1856 | 1861 | 1872 | 1876 | 1881 | 1886 | 1891 | 1896 | 1901 |
| ---- | ---- | ---- | ---- | ---- | ---- | ---- | ---- | ---- |
| 658  | 656  | 613  | 665  | 620  | 616  | 588  | 554  | 572  |

| 1906 | 1911 | 1921 | 1926 | 1931 | 1936 | 1946 | 1954 | 1962 |
| ---- | ---- | ---- | ---- | ---- | ---- | ---- | ---- | ---- |
| 550  | 550  | 529  | 502  | 513  | 447  | 395  | 411  | 422  |

| 1968 | 1975 | 1982 | 1990 | 1999 | 2004 | 2006 | 2009 | 2014 |
| ---- | ---- | ---- | ---- | ---- | ---- | ---- | ---- | ---- |
| 425  | 369  | 333  | 343  | 374  | 377  | 367  | 378  | 375  |

| 2019 | 2022 | - | - | - | - | - | - | - |
| ---- | ---- | - | - | - | - | - | - | - |
| 382  | 385  | - | - | - | - | - | - | - |

## Culture locale et patrimoine

### Lieux et monuments
- Église Saint-Martin des XIIe siècle et XIIIe siècle,inscrite au titre des monuments historiques par arrêté du 20 décembre 2016[24]. Les visites sont libres le dimanche de 10 h à 18 h.
- Chœur gothique de l'église de l'ancien prieuré de Mervaville : statue de la Vierge.
- Chapelle de Ménil-Flin.

### Personnalités liées à la commune
- René Sauter, architecte.
- Émile Hinzelin, écrivain, journaliste, poète et romancier français.

### Héraldique, logotype et devise
| Blason de Flin | Blason  | Écartelé : au 1er de gueules à deux saumons d'argent adossés en pal, au 2e d'or à la bande de gueules chargée de trois alérions d'argent, au 3e d'or à trois pals alésés, abaissés et au pied fiché de gueules, surmontés d'un loup passant de sable, au 4e d'azur au chevron d'argent accompagné en chef de deux croisettes fleuronnées d'or et en pointe d'un alérion de même. |
| Blason de Flin | Détails | Le statut officiel du blason reste à déterminer. |